# 257515 Zapperudi
257515 Zapperudi è un asteroide della fascia principale. Scoperto nel 1997, presenta un'orbita caratterizzata da un semiasse maggiore pari a 2,7949352 UA e da un'eccentricità di 0,1515595, inclinata di 12,07637° rispetto all'eclittica.